# 倪虹洁
倪虹洁（1978年6月9日—），江苏省常熟市人，中国大陆女演员，代表作《武林外传》等。

## 生平
1978年6月9日出生于江苏省苏州市常熟县的一个农民家庭，从小和奶奶生活，13岁时回到父母身边到上海市生活。自同济大学毕业。1999年，内衣品牌“婷美”找了倪虹洁拍摄广告，“做女人挺好”火遍大江南北，她也得到“全国十大广告明星”的称赞。后来因拍摄海南养生堂的朵而胶囊广告而踏足影视圈。
2003年，参演首部电影《非常浪漫》。2005年，因主演电视剧《武林外传》中的祝无双而走红。

## 主要作品

### 电视作品
- 2002年 《终极悬案》  饰：程萌萌
- 2004年 《香樟树》 饰：徐影
- 2004年 《无罪辩护》  (《女律师》) 饰：宁岚
- 2004年 《爸爸叫红旗》  饰： 许文英
- 2004年 《英雄有约》   饰：王楠
- 2004年 《红顶商人胡雪岩》 饰 芙蓉
- 2004年 《圈内圈外》 饰： 程素素
- 2005年 《长恨歌》 饰： 玛丽
- 2005年 《四合院》(《非常平静的日子》) 饰： 冷梅
- 2005年 《武林外传》 饰： 祝无双
- 2006年 《玫瑰绽放的年代》 饰： 邱柳北
- 2007年 《家和万事兴之抬头见喜》 饰：高兴儿
- 2007年 《房前屋后》 饰： 郭小卓
- 2008年 《都市六人行》 饰： 倪珊
- 2008年 《当雪花爱上梅花》 饰： 杜小梅
- 2008年 《人生百事》 饰： 李娜
- 2009年 《京东三枝花》 饰：刘水莲
- 2009年 《风雨雕花楼》 饰： 裘媛媛
- 2010年 《风语》 饰：苏丽珍
- 2011年 《春暖花开》饰：岳剑华
- 2011年 《咱家那些事》饰：潇潇
- 2012年 《女子军魂》饰：刘碧霞
- 2012年 《艾米加油》饰：沈星
- 2013年 《梦回唐朝》饰：王皇后
- 2013年 《穿越烽火线》饰： 一枝花
- 2013年 《愛情悠悠藥草香》飾：二姨太-梅香
- 2014年 《第二次人生》
- 2015年 《我在锡林郭勒等你》飾：胡欣
- 2016年 《双刺》飾 肖静
- 2016年 《灵魂摆渡第三季》(網絡劇)
- 2016年 《异能家庭》飾：媽媽(網絡劇)
- 2016年 《学渣少年》(網絡劇)
- 2017年 《高能医少》(網絡劇)飾：陈老師
- 2017年 《将军在上》飾：宸妃
- 2017年 《欢乐步行街》飾：伍玥
- 2018年 《老男孩》飾：丁芳茹
- 2018年 《娘道》飾：隆万氏
- 2019年 《加油，你是最棒的》飾：牛美麗
- 2020年 《摩天大楼》(網絡劇)飾：钟洁
- 2021年 《约定》(網絡劇)飾：杜春嬌
- 2021年 《美好的日子》飾：曹德和
- 2021年 《突如其来的假期》(網絡劇)飾：刘闵之
- 2021年 《机智的上半场》(網絡劇)飾：皇甫妈妈(客串)
- 2021年 《星辰大海》飾：梁小燕（客串）
- 2021年 《爱很美味》(網絡劇)飾：張總(客串)
- 2021年 《勇敢的心2》飾：张青红
- 2023年 《装腔启示录》飾：刘美玲(客串)
- 2023年 《甜蜜的你》飾：田佩兰
- 2024年 《但愿人长久》(2018年拍攝)飾：周敏
- 2024年 《灿烂的风和海》饰 唐薇
- 2024年 《大奉打更人》(網絡劇)飾：李茹
- 2025年 《夫妻的春节》(網絡短劇)飾：陆遥
- 2025年 《致1999年的自己》飾：陈秀娥
- 2025年 《五福临门》飾：郦娘子
- 待上映 《宴遇永安》(網絡劇)飾：長公主
- 待上映 《渴望生活》
- 待上映 《第一书记们》
- 待上映 《战警》
- 待上映 《夺梦》飾：梁金敏
- 待播中 《独身女人》飾：戴珊

### 电影作品
- 2003年《非常浪漫》饰 晶晶 导演:阿甘
- 2007年《夜玫瑰》
- 2007年《大话股神》（《今股奇缘》） 饰：小茵
- 2008年《小胡同大尊严》 （《一百元的尊严》）饰：马琳
- 2009年《鸭子的反击》饰：婷婷
- 2010年《武林外传》饰：祝无双
- 2010年《蓝色骨头》饰：施堰萍
- 2011年《五好楼四十八小时》饰：谷小稻
- 2011年《密室之不可靠岸》饰：苏静静
- 2011年《头等大事》（又名《文建明》） 友情出演
- 2013年《光辉岁月》
- 2013年《一夜惊喜》饰：海蒂
- 2013年《全民目击》饰：苏虹
- 2013年《蓝色骨头》饰：施堰萍
- 2015年《擦枪走火》饰：蓝天
- 2016年《蜜月酒店杀人事件》饰：張雯雯
- 2017年《时间商人》(網絡電影)饰：卓雅
- 2017年《坑爹游戏》饰：莎莎
- 2018年《灵魂摆渡·黄泉篇》(網絡電影)
- 2018年《约会大师之爱在响螺湾》
- 2019年《过春天》饰：阿兰
- 2021年《阳光姐妹淘》饰 成年邱玉红)
- 2021年《上山》
- 2021年《中国医生》
- 2021年《雷霆行动》(網絡電影)
- 2021年《我和我的父辈》饰 苏婷
- 2021年《爱情神话》饰 格洛瑞亚
- 2023年《保你平安》饰 李美丽
- 2023年《爱很美味》饰 張總
- 2023年《念念相忘》
- 2023年《二手杰作》
- 2025年《假爸爸》饰 赵小萍
- 待上映《逆风而行》
- 待上映《日月》饰 嫦娥妈

### 综艺
- 2016年《王牌对王牌》
- 2020年《演員請就位 (第二季)》
- 2022年《开播！情景喜剧》

### 广告代言
- 海南养生堂朵而胶囊
- 婷美系列
- 隆力奇护肤品
- 贝芙美

### 微电影
- 《赢家2》饰:虹姐